# Zbigniew Padlikowski
Zbigniew Padlikowski (ur. 12 listopada 1957 w Trzebini, zm. 23 listopada 2022 w Metzu) – polski piłkarz, grający na pozycji pomocnika.

## Kariera
W 1981 roku grał Górniku Siersza. W 1983 roku przeszedł do Szombierek Bytom. W klubie tym grał do 1988 roku, rozgrywając w jego barwach 61 meczów w I lidze polskiej. W styczniu 1989 roku przeszedł do francuskiego US Forbach.
W 2000 roku został trenerem francuskiego amatorskiego klubu FC Creutzberg.

## Statystyki ligowe
| Sezon         | Klub             | Liga       | Mecze | Gole |
| ------------- | ---------------- | ---------- | ----- | ---- |
| 1981/1982     | Górnik Siersza   | III liga   | ?     | ?    |
| 1983/1984     | Szombierki Bytom | I liga     | 23    | 2    |
| 1984/1985     | Szombierki Bytom | II liga    | ?     | ?    |
| 1985/1986     | Szombierki Bytom | II liga    | ?     | ?    |
| 1986/1987     | Szombierki Bytom | II liga    | ?     | ?    |
| 1987/1988     | Szombierki Bytom | I liga     | 26    | 0    |
| 1988/1989 (j) | Szombierki Bytom | I liga     | 12    | 1    |
| 1988/1989 (w) | US Forbach       | Division 3 | ?     | ?    |